# I'm going out (the same way I came in)
I'm going out (the same way I came in) is een lied dat geschreven werd door Bob Crewe en Gary Temkin.
Het verscheen in januari 1967 op de B-kant van de single California nights van de zangeres Lesley Gore die in de Billboard Hot 100 Op nummer 16 terechtkwam.
De Engelse zangeres Kiki Dee bracht het in het jaar erna tweemaal uit op een single, allereerst in februari 1967 op de A-kant van een single met We've got everything going for us op de B-kant. En vervolgens zette ze het in maart 1968 nog op de B-kant van haar single Patterns. Dee plaatste het ook nog op twee albums: I'm Kiki Dee (1967) en Patterns (1968).
Andere artiesten die het nummer coverden waren de Zweedse band Tages op hun album Contrast (1967), de Nederlandse band The Cats op hun debuutalbum Cats as cats can (1967) en hun verzamelalbum Times were when (1972) en de Britse zangeres Helen Shapiro op At Abbey Road (1961-1967) (1998) en The ultimate (2011).
De tekst in het lied gaat erover dat de liefdesrelatie van de zanger(es) zojuist werd verbroken. Ze is vastberaden om haar verdriet niet te tonen, en haar hoofd bij haar vertrek net zo opgeheven te houden als toen ze binnenkwam.